# Adenophora jasionifolia
Adenophora jasionifolia är en klockväxtart som beskrevs av Adrien René Franchet. Adenophora jasionifolia ingår i släktet kragklockor, och familjen klockväxter. Inga underarter finns listade i Catalogue of Life.